# اچ‌ام‌ای‌اس آدلاید (ال‌اچ‌دی ۰۱)
اچ‌ام‌ای‌اس آدلاید (ال‌اچ‌دی ۰۱) (به انگلیسی: HMAS Adelaide (LHD 01)) یک کشتی است که طول آن ۲۳۰٫۸۲ متر (۷۵۷٫۳ فوت) می‌باشد.